# Mahíde
Mahíde (en leonés, Mayide) es un municipio y localidad española de la provincia de Zamora, en la comunidad autónoma de Castilla y León.
Se encuentra ubicado en la comarca de Aliste, al oeste de la provincia de  Zamora y cerca de la frontera con Portugal. El municipio está formado por el territorio correspondiente a los términos de Boya, Las Torres de Aliste, Mahíde, Pobladura de Aliste y San Pedro de las Herrerías.
Su territorio se encuentra enclavado en el espacio natural de la sierra de la Culebra, lugar en el que actualmente viven una de las mayores poblaciones de lobos de toda Europa occidental. Además, en su territorio convergen otras figuras de protección de la Red Natura 2000 muestra del alto grado de conservación de su espacio natural. De su casco urbano destaca su iglesia parroquial de Santa María Egipciaca, construida en el siglo XVIII y de la que resalta su esbelta espadaña. De sus restantes edificaciones civiles, son reseñables los molinos que se suceden a lo largo de la ribera del río Aliste.

## Geografía
Mahíde se encuentra ubicado cerca de la frontera con Portugal, al oeste de la provincia de Zamora y de la comarca de Aliste. Su término municipal se encuentra formado por las localidades de: Boya, Mahíde (capital del municipio), Pobladura de Aliste, San Pedro de las Herrerías y Las Torres de Aliste. Mahíde se encuentra situada en la comarca de tierra de Aliste, formando parte del viejo zócalo meseteño, cuyos materiales han sido alterados en sucesivas orogénesis y continuamente arrasados por la erosión, lo que ha originado la existencia de una penillanura paleozoica en la que predominan las formas redondeadas. 
La composición del suelo está formada mayoritariamente por arcillas y pizarras. La parte externa presenta una textura arenosa, caracterizada por contener una abundante pedregosidad y por la carencia de materia orgánica. El relieve de esta penillanura presenta pequeñas ondulaciones de escasa pendiente, con una altitud media aproximada de 800 m Muestra una clara inclinación con orientación en dirección noroeste a sureste, por la que transcurre el río Aliste. La zona norte del municipio se encuentra a una mayor altitud, hasta alcanzar los 1000 m sobre el nivel del mar. Se pueden delimitar fácilmente dos unidades paisajísticas en función de la orografía como elemento principal del paisaje: la sierra y el valle.

### Clima
Este territorio se caracteriza por inviernos largos, fríos y con frecuentes heladas. Los veranos son cortos, secos y relativamente calurosos. La temperatura media anual se sitúa en los 11 °C, siendo la media de mínimas del mes más frío (febrero) de 0,6 °C y la media de máximas del más caluroso (julio) de 29 °C. Los datos pluviométricos indican que la precipitación media anual es de 775 mm siendo la máxima de 109 mm en el mes de diciembre y una mínima de 20 mm en julio y agosto.
La composición del suelo está formada mayoritariamente por arcillas y pizarras. La parte externa presenta una textura arenosa, caracterizada por contener una abundante pedregosidad y por la carencia de materia orgánica.

### Hidrografía
La zona pertenece a la cuenca del Duero, siendo el río Aliste el principal accidente hidrográfico del término, en el que convergen los numerosos arroyos que surcan el término de Mahíde.

### Vegetación
El término municipal de Mahíde es potencialmente apropiado para el roble melojo (Quercus pyrenaica), con áreas en las que predomina la encina (Quercus ilex). Sin embargo, la vegetación original ha sido notablemente transformada a lo largo de la historia, especialmente en el siglo XX con la repoblación forestal y el abandono de los cultivos tradicionales.
La descripción de la vegetación actual se puede resumir en:
- Zona de matorral: es la formación vegetal de mayor presencia, ocupando aproximadamente un tercio del total, principalmente de brezos (erica australis).
- Pinares: proceden de las repoblaciones efectuadas durante el siglo XX y ocupan una cuarta parte del territorio, especialmente en la zona más serrana. Aunque el bosque de pinar es predominante en este territorio, también cuenta con la presencia de pequeñas zonas de rebollares, encinares y castañares.
- Zona de cultivo y otros: predomina el mosaico de cultivos, en un porcentaje cercano al 22 %, acompañado de pastizales y huertos, estos últimos situados en las zonas de vega de ríos y arroyos.

### Fauna
La fauna de Mahíde está estrechamente ligada a los ecosistemas de la zona:
- Mamíferos: con presencia del lobo, zorro, jabalí, corzo, ciervo, jineta, liebre, conejo, erizo, lirón careto, comadrejas, murciélago común, críalo, herrerillo, y otros micromamíferos.
- Aves: el carbonero garrapinos, el herrerillo capuchino, el piquituerto, gorriones, golondrinas, vencejos, estorninos negros, tordos, lavanderas, cucos, cigüeñas, mirlo, ruiseñor, perdiz roja, la codorniz, paloma torcaz, tórtola, aguilucho cenizo, cogujada montesina, búho, lechuza, el alcotán, el águila calzada.
- Reptiles y anfibios: lagarto ocelado, lagartijas, la culebra de agua, la culebra bastarda (culebrón), la culebra de escalera y la venenosa víbora hocicuda. Varias especies de ranas y sapos entre los anfibios que merodean las zonas húmedas.
- Peces: truchas, bogas, lucios y nutrias.

### Espacios protegidos
En la zona de Mahíde concurren las siguientes figuras de protección ambiental:
- Red de Espacios Naturales de Castilla y León: Sierra de la Culebra.
- Red Natura 2000:

- Lugar de Importancia Comunitaria (LIC) Sierra de la Culebra.
- Zona de Especial Protección para las Aves (ZEPA) y LIC Campo de Aliste.
- Lugar de Importancia Comunitaria (LIC) Riberas del río Aliste y afluentes.

## Historia
Mahíde ha sido habitado desde la más remota antigüedad, como lo demuestran los diversos yacimientos arqueológicos inventariados en su término municipal. Entre ellos el denominado «Túmulo de Llama Redonda» catalogado como lugar funerario del neolítico y del calcolítico, «Hacha Pulimentada» en el que han sido encontrados vestigios de diversas épocas que van desde el neolítico al bronce final y «El Castrico» de la Edad del Hierro. De época romana son otros yacimientos como los existentes en «Tierra de los Frailes» y «Estelas». Además de otros medievales como los relacionados con los de San Bartolomé, San Juan y San Martino.
Mahíde fue uno de los territorios reconquistados por el Reino de León, en el que se integró, por lo que seguramente se vio afectado por el proceso repoblador que emprendieron sus monarcas. Por otro lado, tras la independencia de Portugal en 1143, se dieron una serie de conflictos entre los reinos leonés y portugués por el control de esta zona de frontera. Así, nos encontramos con la peculiaridad de que quien dona Mahíde al monasterio de San Martín de Castañeda es el monarca portugués Afonso Henriques en 1154, pero sin embargo, quien confirma la donación es el rey Fernando II de León en 1167. Por otro lado, en el fuero de Aquasubterra y Valleluengo, en junio de 1237, otorgado por el abad de San Martín de Castañeda, se menciona la existencia de un fuero propio de Mahíde: “Tamen si nolueritis vendere, hebeatis illas per forum de Maidi”.
Ya en la Edad Contemporánea, con la creación de las actuales provincias en 1833, Mahíde fue adscrita a la provincia de Zamora, dentro de la Región Leonesa, la cual, como todas las regiones españolas de la época, carecía de competencias administrativas. En 1834 quedó integrado en el partido judicial de Alcañices, dependencia que se prolongó hasta 1983, cuando fue suprimido el mismo e integrado en el partido judicial de Zamora.
Hacia mediados del siglo XIX, el lugar tenía contabilizada una población de 169 habitantes. Aparece descrito en el decimoprimer volumen del Diccionario geográfico-estadístico-histórico de España y sus posesiones de Ultramar de Pascual Madoz de la siguiente manera:

MAIDE l. con ayunt. (*) en la prov. de Zamora (11 leg.), part. jud. de Alcañices (3), dióc. de Santiago (47), aud. terr. y c. g. de Valladolid (25): sit. en un llano, su clima es frio, sus enfermedades mas comunes las tercianas. Tiene 76 casas, una igl. parr. (Sta. Maña Egipciaca), matriz de San Pedro de las Herrerías, y buenas aguas potables. Confina N. el anejo; E. Gallegos del Campo; S. Pobladura, y O. Figueruela de Arriba, á 1 leg. los mas distantes. El terreno es de mediana calidad, y le fertilizan las aguas del r. Aliste: hay un monte poblado de roble. Ademas de los caminos locales cuenta el de Galicia y el de la cap. de prov. y part. prod.: centeno y legumbres; cria ganado lanar, vacuno y cabrío. pobl.: 42 vec., 169 alm. cap. prod.: 63,000 rs. imp.: 6,161. contr.: 2,581 rs. 29 mrs. El presupuesto municipal asciende á 600 rs. cubiertos por reparto entre los vec.

(*) Desde 1.º de enero de 1848, componen un solo ayunt. los 
pueblos de Maide (cap.), Torre, Pobladura y San Pedro de las Herrerias.
(Madoz, 1848, p. 28)

Tras la constitución de 1978, Mahíde pasó a formar parte en 1983 de la comunidad autónoma de Castilla y León, en tanto municipio integrado en la provincia de Zamora.

## Geografía humana

### Núcleos de población
El municipio se divide en cinco núcleos de población, que poseían la siguiente población en 2024 según el INE.
| Núcleo de población        | Población |
| -------------------------- | --------- |
| Mahíde                     | 100       |
| Pobladura de Aliste        | 91        |
| Las Torres de Aliste       | 63        |
| Boya                       | 44        |
| San Pedro de las Herrerías | 14        |

### Demografía
Cuenta con una población de 310 habitantes (INE 2024).
| Gráfica de evolución demográfica de Mahide entre 1842 y 2021 |
| |
| Población de derecho según los censos de población del INE Población de hecho según los censos de población del INEEn este censo se denominaba Mahid: 1842 Entre el censo de 1857 y el anterior, crece el término del municipio porque incorpora a 495096 (Pobladura de Aliste) y 495146 (Las Torres de Aliste) Entre el censo de 1970 y el anterior, crece el término del municipio porque incorpora a 49503 (Boya) |

La zona se caracteriza por una disminución progresiva de la población como consecuencia del éxodo rural iniciado hacia 1950. El movimiento migratorio, con la salida de sus núcleos de origen de los estratos de población más jóvenes, ha traído como consecuencia un acusado envejecimiento y un drástico descenso de la natalidad

### Economía
Las actividades principales de los habitantes del término se reparten en los sectores de la agricultura, construcción y servicios, siendo minoritario el industrial.

### Infraestructuras y equipamientos
Las vías de comunicación por carretera a la zona son:
- Carretera provincial ZA-P-1405
- Carretera autonómica ZA-914

Servicios municipales:
- La pavimentación de las calles está completa en su mayoría.
- Agua potable: El agua para el abastecimiento doméstico proviene de diversas fuentes, en la zona norte del término, canalizadas hasta un depósito situado en las cercanías del núcleo urbano y que posee cota suficiente para asegurar un abastecimiento correcto en cuanto a presión de servicio.
- Saneamiento: cuanto con una red completa en toda la zona urbana, con vertido en fosa séptica, situado en el margen del río Aliste.

Otros servicios con los que cuenta Mahíde son:
- Servicios sanitarios: Mahíde cuenta con un consultorio médico al que asiste el personal especializado (médico y A.T.S). La asistencia sanitaria de urgencia se presta desde el centro de salud de Alcañices. El municipio cuenta con una farmacia.
- Servicios de educación: la educación primaria se imparte en el colegio rural agrupado, mientras que la educación secundaria se imparte en Alcañices.
- El servicio de recogida de basuras: se presta a través de la mancomunidad Tierras de Aliste.
- Servicio de transporte de personas: cubierto a diario mediante un coche de línea que une las localidades de la zona entre sí, y además facilita el acercamiento de éstas con la capital, Zamora.
- Asistencia religiosa: servicio ordinario de misa dominical.

En cuanto al aspecto comercial o sector servicios, pueden encontrarse en la localidad varios bares, panadería, completando parcialmente sus necesidades los habitantes de la zona, con vendedores ambulantes que se desplazan con asiduidad hasta la localidad. Cabe destacar que el municipio cuenta con varias casas rurales.

## Monumentos y lugares de interés
Existen los yacimientos localizados en el término municipal de Mahíde son:
- “Hacha pulimentada”.
- La Cañada.
- El Castrico.
- El Caño/San Mamed.
- Escorial del Carretón.
- Estelas.
- Lápida de Palazuelo.
- Mayada del Sol.
- San Bartolomé.
- San Juan.
- San Martino.
- Tierra de los Frailes.
- Túmulo de Llama Redonda.

Además cuenta con las siguientes vías pecuarias:
- Cañada de Ferreros.
- Cañada de Carbizona.
- Camino de San Pedro.
- Camino de San Vitero.
- Vereda de Orense a Zamora.
- Cañada del Cumbre.

## Fiestas
Esta localidad celebra San Bartolomé, el 24 de agosto, y la fiesta en honor a la Virgen de La Asunción, el día 15 del mismo mes.